# Superman
Pour les articles homonymes, voir Superman (homonymie).
Superman est un super-héros de bande dessinée américaine appartenant au monde imaginaire de l’univers DC. Originaire de la planète Krypton il est recueilli sur Terre par un couple de fermiers et est baptisé Clark Kent  (son nom kryptonien est Kal-El).
Créé en mars 1933 par le scénariste américain Jerry Siegel et le dessinateur canadien Joe Shuster alors qu’ils habitent tous deux à Cleveland, le personnage est vendu à Detective Comics et apparaît pour la première fois dans un Action Comics en juin 1938. Il est ensuite repris dans plusieurs pièces radiophoniques, émissions de télévision, films, comic strips et jeux vidéo et devient au cours des années un emblème culturel américain.
La propriété légale du personnage a été sujette à de nombreuses controverses juridiques. Siegel et Shuster ont par deux fois intenté un procès pour en récupérer les droits.
Superman est l'archétype du super-héros, car il en a défini les conventions, étant le premier super-héros à avoir été créé. Les super-héros sont souvent évalués en fonction de leur ressemblance avec la norme établie par Superman, qui reste le super-héros de bandes dessinées le plus vendu de tous les temps et ayant la franchise parmi les plus lucratives même au-delà de la bande dessinée.

## Création

### Conception
Le développement de Superman commence en 1933. Jerry Siegel et Joe Shuster ont 17 ans et sont camarades de classe dans une école à Cleveland en Ohio. En janvier, Siegel écrit une histoire courte, illustrée par Shuster, intitulée Le Règne du Superman, que Siegel publie dans son fanzine, Science Fiction. Le protagoniste est un vagabond nommé Bill Dunn qui obtient grâce à une drogue expérimentale des dons de télépathie, de manipulation mentale et de clairvoyance. Il s'en sert pour satisfaire ses caprices et gagner de l'argent. Il finit cependant par les perdre, et redevient un vagabond anonyme et honteux. Comme les ventes du fanzine de Siegel ne sont pas satisfaisantes, les deux amis commencent à faire des bandes dessinées, envisageant de devenir des auteurs de bande dessinée professionnels, puisque celles publiées dans des journaux sont plus lucratives que les pulps (les comics n'existaient pas en 1933). La qualité du dessin n'est pas primordiale, ce qui rend ce créneau plus accessible pour Shuster. Siegel se rend alors compte que Superman serait plus rentable comme personnage de bande dessinée s'il était un héros, en voyant que les bandes dessinées dont les protagonistes sont des criminels, comme Fu Manchu, ont du mal à trouver leur public si on les compare aux protagonistes héroïques comme Tarzan. Alors, ils réinventent Superman en héros. Reprenant l'histoire avec Bill Dunn, ils imaginent un scientifique sans scrupules qui transforme un humain ordinaire en surhomme. Cependant, au lieu d'avoir des perceptions extrasensorielles, le sujet développe une force surhumaine et une résistance aux balles.
En mai 1933, Siegel et Shuster découvrent un livre comics intitulé Detective Dan, publié par Humor Publishing,. Il s'agit de l'un des premiers comics qui contienne des histoires originales. Auparavant, les comics n'étaient que des collections de strips de journaux réimprimés. Humor Publishing présente donc une alternative aux journaux, qui à ce stade ne s'intéressent pas aux talents de Siegel et Shuster. Ceux-ci préparent un comics intitulé The Superman et le présentent aux patrons de Humor Publishing comme exemple de leur travail. Humor Publishing semble intéressé par Superman, mais la société se retire du marché des comics sans conclure un accord.
Les rejets s'accumulent, et Siegel conclut qu'il lui faut un artiste plus connu pour intéresser les éditeurs. Quand il informe Shuster qu'il cherche à le remplacer, Shuster réagit en brûlant leur livre rejeté de Superman. Il n'épargne que la couverture du livre comme cadeau pour Siegel ; c'est tout ce qui reste du premier prototype de Superman.
Siegel sollicite divers artistes, et en 1934 Russell Keaton lui répond. Keaton habite à Chicago et travaille comme artiste sur la bande dessinée Buck Rogers. Il produit neuf bandes basées sur un script de Siegel. On aperçoit ici la progression du personnage vers une version plus commune à celle d'aujourd'hui : dans un futur lointain, alors que la Terre est sur le point de mourir à cause de « vieillesse », le dernier homme envoie son fils bébé dans le passé à l'an 1935, où le bébé est adopté par Sam et Molly Kent. Ils lui donnent le nom de « Clark ». L'enfant montre une force surhumaine et une peau impénétrable, et ses parents adoptifs lui apprennent qu'il doit se servir de ses pouvoirs pour le bien de l'humanité.
Les syndicats de journaux ne s'intéressent toujours pas à Superman. Keaton abandonne le projet, et Siegel se réconcilie avec Shuster. Ils continuent à développer Superman. Clark devient un journaliste qui prétend être lâche comme déguisement. Lois Lane est conçue à ce stade. Elle est attirée par Superman, ne sachant pas que c'est Clark.
En 1935, Siegel et Shuster sont embauchés par Malcolm Wheeler-Nicholson, le propriétaire de National Allied Publications, une maison d'édition de magazines BD. Siegel et Shuster produisent des BD de détective et d'aventure pour Wheeler-Nicholson. Celui-ci montre son intérêt pour publier Superman, mais Siegel et Shuster refusent parce que Wheeler-Nicholson gérait mal son entreprise. En 1937, Wheeler-Nicholson déclare la faillite et vend son entreprise à ses partenaires, Harry Donenfeld et Jack Liebowitz. Donenfeld et Liebowitz proposent de publier Superman dans un nouveau magazine de BD d'anthologie qui sera intitulé Action Comics, mais à condition que Siegel et Shuster renoncent à leurs droits d'auteur. À ce stade, Siegel et Shuster ne croient plus que Superman deviendra un succès, alors ils le vendent à Donenfeld et Liebowitz pour 130 $ (l'équivalent de
2 400 $ aujourd'hui). Ainsi, ils verront enfin leur personnage publié.

### Action Comics
En 1937, Sheldon Mayer, qui travaille chez l'éditeur McClure Syndicate avec Max Gaines, le créateur du comic book, parle à ce dernier du projet de strip de Siegel et Shuster. Max Gaines accepte de jeter un coup d'œil à ce Superman et, convaincu par Mayer, décide d'aider les deux auteurs. Il leur suggère de redécouper leur projet pour l'adapter au format comic book et présente les pages à Harry Donenfeld, un des patrons de National Allied Publications. Celui-ci n'est pas convaincu par la série, mais fait confiance à Gaines et prend la série pour le nouveau comic book qu'il lance en avril 1938, et qui s'intitule Action Comics. Le succès est immédiat et Superman éclipse les autres séries publiées dans ce comic book.

## Sources d'inspiration

### Sources revendiquées

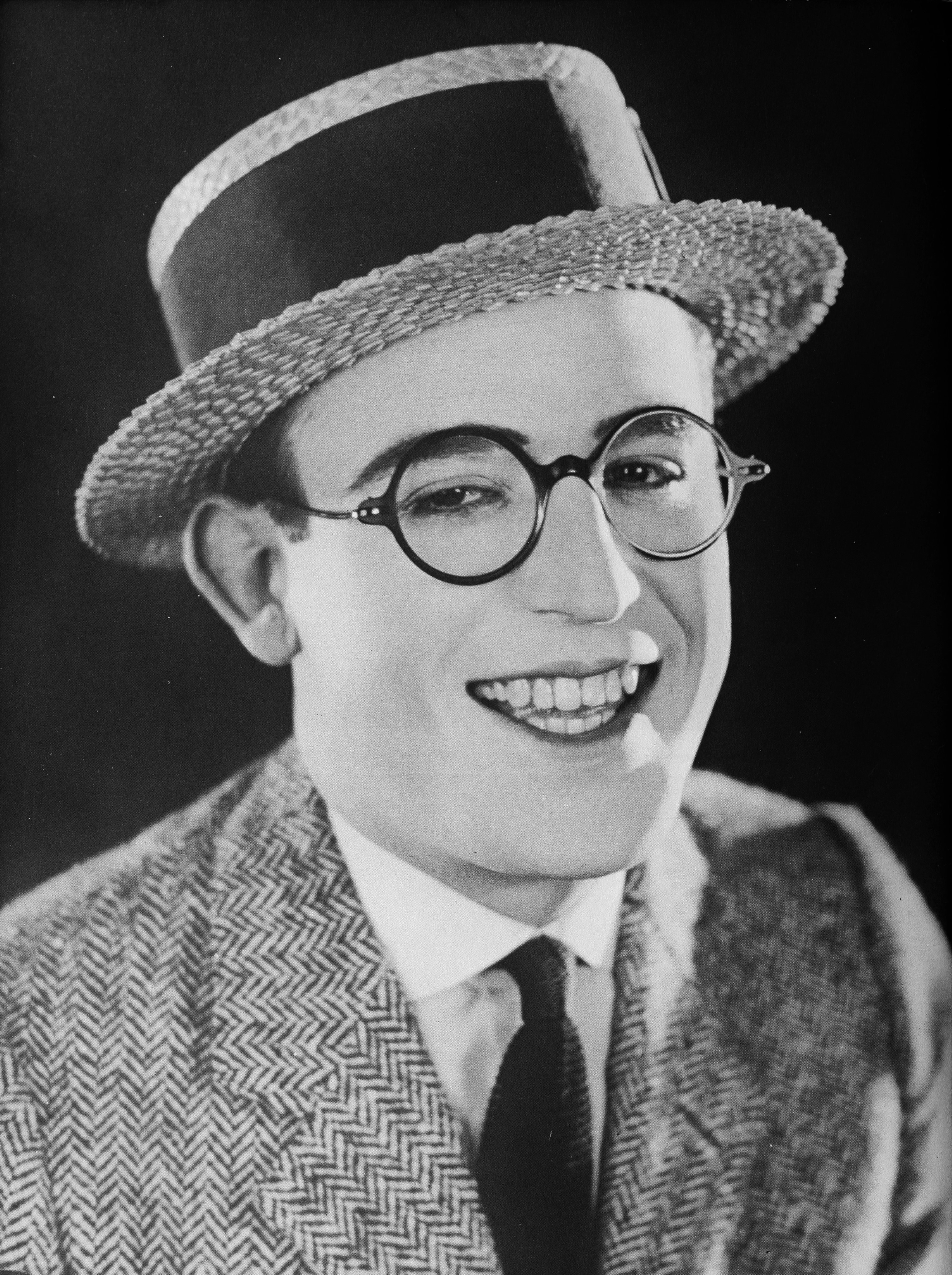
Le comédien Harold Lloyd, l'inspiration pour Clark Kent.

Siegel et Shuster ont trouvé leur inspiration dans les histoires de science-fiction ou d'aventure dans les pulps, dans lesquels figuraient des personnages qui possédaient d'extraordinaires capacités physiques comme l'invisibilité ou la force surhumaine. Parmi ceux-ci, on trouve John Carter, créé par Edgar Rice Burroughs. Carter est un humain qui se trouve par circonstances étranges sur Mars, où la gravité inférieure le rend plus fort que les Martiens.
Au début du XXe siècle, aux États-Unis, le mot « superman » est couramment utilisé pour décrire des hommes aux capacités prodigieuses, le plus souvent les politiciens ou les athlètes. Le terme apparaît aussi dans des pulps, comme dans des histoires du héros Doc Savage, qui est parfois décrit comme « un superman ».
Le personnage de Clark Kent fut en partie inspiré par le comédien burlesque Harold Lloyd. Celui-ci portait de grandes lunettes d'écaille et incarnait souvent des personnages doux et timides qui se laissent abuser avant de se retourner finalement contre leurs persécuteurs avec une férocité surprenante. Shuster, qui fut lui aussi timide et porteur de lunettes, trouvait les personnages de Lloyd sympathiques. Kent est journaliste puisque Siegel s'imaginait devenir journaliste lui-même un jour (ce qui ne se réalisa pas). Le triangle amoureux entre Loïs, Clark et Superman est inspiré par les difficultés de Siegel avec les filles.

### Sources possibles
En dehors du nom, Siegel et Shuster ont tiré de leurs lectures des idées qui se sont mélangées pour former Superman. Ainsi, Doc Savage, le héros de pulps créé par Lester Dent, dont le prénom est Clark et qui est surnommé « l'homme de bronze », est une source d'inspiration tout comme Zorro, Tarzan, et Flash Gordon dessiné par Alex Raymond.
Si Superman est une création originale, ses créateurs se sont inspirés, plus ou moins consciemment, de nombreuses œuvres existantes. Le nom même du héros est une traduction de Übermensch tiré de Ainsi parlait Zarathoustra de Friedrich Nietzsche. Cependant, Siegel et Shuster ne l'ont jamais mentionné en interview.
Étant tous deux issus de familles refugiées juives et ayant vécu l’antisémitisme, les expériences de discrimination de Siegel et Shuster ont probablement joué un rôle dans la création de Superman. En tant qu’immigrés dans une situation mondiale précaire, leur histoire a pu les pousser à imaginer un monde de héros surpuissants.

## Disputes des droits d'auteur
Superman fut l'une des franchises médiatiques les plus rentables du XXe siècle, mais ses créateurs (Jerry Siegel et Joe Shuster) n'avaient pas droit à des redevances ni au contrôle créatif, puisqu'ils avaient renoncé à leurs droits d'auteur, n'ayant pas prévu ce succès spectaculaire. Néanmoins, durant les années 1940, ils sont bien payés par rapport à leurs confrères : en 1942, ils ont tous deux gagné 63 776,46 $ (
998 000$ ajusté) quand le salaire moyen d'un employé de DC Comics atteignait 1 880 $.
Siegel écrit la plupart des BD des livres et du journal jusqu'à ce qu'il soit recruté par l'armée en 1943, après quoi son travail est confié à des nègres littéraires. Alors qu'il sert à Hawaï, Detective Comics lance une version de Superman enfant intitulée Superboy. Cela rend Siegel furieux, car DC Comics l'a publiée sans son accord. Siegel est licencié en 1946, et l'année suivante il poursuit DC Comics pour les droits d'auteur de Superboy et Superman. Le juge déclare que le contrat de mars 1938 est valide, en conséquence Superman appartient à DC Comics, mais Superboy est une création distincte qui appartient à Siegel.
La déclaration de divorce de Siegel suggère qu'il a tiré 29 000 $ du règlement après avoir payé ses frais légaux, et Shuster a peut-être tiré un montant similaire. En tout cas, Siegel et Shuster sont renvoyés. Ils continuent à faire des BD ensemble, mais sans rencontrer le même succès qu'avec Superman. DC Comics réengage Siegel comme scénariste en 1957, mais Shuster demeure sans emploi, à cause de sa cécité.
En 1969, Siegel et Shuster tentent à nouveau de réclamer leurs droits d'auteur en se servant d'une provision de la loi de 1909 (le « Copyright Act of 1909 ») qui permet à un auteur de « renouveler » ses droits 25 ans après sa création. Mais le juge déclare que Siegel et Shuster ont transféré leurs droits de renouvellement à Detective Comics en 1938.
Siegel est de nouveau renvoyé. En 1975, Siegel et plusieurs autres artistes et auteurs de BD lancent une campagne publique pour une meilleure récompense des créateurs de BD. Warner Brothers accepte de payer une pension annuelle et d'autres bénéfices et de citer leurs noms dans toutes futures productions de Superman en échange d'un renoncement définitif à leurs droits d'auteur.
Shuster meurt en 1992. DC Comics offre aux héritiers de Shuster une bourse en échange de leur renoncement à contester leur contrôle de Superman, ce qu'ils acceptent pour plusieurs années.
Siegel meurt en 1996. Ses héritiers tentent de reprendre les droits d'auteur de Superman en se servant d'une réserve dans la loi de 1976 pour terminer la cession de ces droits. DC Comics offre aux héritiers plusieurs millions de dollars et une bourse annuelle de 500 000 $ en échange de la garde des droits d'auteurs de Superman. En octobre 2001, les héritiers de Siegel acceptent l'offre.
C'est à ce moment que Marc Toberoff, un avocat spécialisé dans le showbiz, se présente aux héritiers de Siegel et Shuster avec une offre plus intéressante : il mettra en litige les droits d'auteur de Superman si les héritiers les cèdent à sa propre entreprise de films, Pacific Pictures, tout en échange pour des redevances supérieures[Quoi ?]. Ils acceptent. Les héritiers de Siegel annulent leur accord avec DC Comics et, en 2004, ils le poursuivent en justice pour les droits de Superman et Superboy. En 2008, le juge statue en faveur des Siegel. DC Comics fait appel de cette décision et le juge d'appel statue en faveur de DC Comics, jugeant que leur accord en octobre 2001 est obligatoire[Quoi ?]. En 2003, les héritiers de Shuster annulent leur propre accord avec DC Comics, mais DC Comics les poursuit en justice en 2010 et le juge statue que leur accord en 1992 leur interdit d'annuler les droits de DC Comics de publier Superman.
Superman entrera dans le domaine public en 2033, mais ceci ne s'applique qu'à la version de Superman qui apparaît dans Action Comics #1 (1938).

## Historique de publication
Depuis 1938, Superman est resté un personnage surpuissant défenseur des justes causes. Cependant, plusieurs étapes dans sa longue carrière sont à distinguer. L'histoire de Superman sur le papier connaît plusieurs versions de 1938 à aujourd'hui, auteurs et dessinateurs confondus. Chaque nouvelle version reprend des éléments de ses prédécesseurs, mais apporte aussi son lot de nouveautés et d'originalité : la réunion de l'ensemble a assuré le succès de la légende de Superman. Il faut y ajouter les films, les dessins animés et les séries : tous apportent leur propre vision.

### Les premières années
Dans un premier temps, Superman est un super-héros dans un monde normal. Il n'a pas encore d'ennemis à sa mesure et ses aventures l'amènent à combattre les maux d'un monde semblable à celui du lecteur. Progressivement, cependant, Siegel et Shuster créent des génies du mal comme l'Ultra-Humanite en 1939 ou Lex Luthor en 1940. Dans le même temps ils mettent au point tout l'univers entourant le super-héros : les origines kryptoniennes, l'identité secrète de Clark Kent, la ville de Metropolis, le personnage féminin de Lois Lane, etc. Les lecteurs ne retrouvent pas ce petit monde uniquement dans les pages d'Action Comics mais aussi depuis le 16 janvier 1939 dans un comic strip et à partir de l'été 1939, dans un comic book à son nom.
Il franchit l'Atlantique à la même période. En France, c'est dans la revue Aventures qu'il arrive en 1939, sous le nom de « Yordi », le directeur de la publication craignant que Superman ne fasse référence à l'idéologie nazie. Les aventures du personnage sont également publiées en Belgique, dans le magazine Spirou (n°9), qui change également le nom du héros : il sera « Marc, l'Hercule moderne ».

### L'âge d'or des comics
Terre-II a été créée à la fin des années 1960, et était censée être le monde dans lequel les premières histoires de Superman sont censées s'être déroulées. C'est donc un Superman plus âgé qui y vit, dont le nom kryptonien est Kal-L (le premier nom employé pour désigner Superman, l'orthographe Kal-El étant adoptée plus tardivement).
Kal-L était le fils de Jor-L et Lora (appelés sur la Terre I Jor-El et Lara-El). Son père l’envoya sur Terre pour le sauver de l'explosion qui menaçait Krypton, sa planète natale ; l'enfant fut trouvé par John (nommé sur la Terre I Jonathan) et Martha Kent qui le rebaptisèrent « Clark ». Clark fut mis dans un orphelinat à Smallville, pour une durée plus ou moins longue, jusqu'à ce que les Kent décident de l'adopter. Après leur mort, Clark s’en alla vivre à Metropolis pour chercher un emploi comme journaliste au Daily Planet, mais sa candidature fut rejetée. Il décida de suivre l’histoire d'Evelyn Curry, condamnée à mort pour meurtre. Kal-L découvrit qu’elle était innocente, et sous l’identité de Superman, il arrêta la vraie coupable, sauvant la vie d'Evelyn. Cela fit de lui une célébrité nationale en tant que Superman et Clark fut accepté comme journaliste au Daily Planet.
Il est le seul super-héros à visage découvert et pourtant non reconnu (par ses proches et ses ennemis) grâce à son apparence banale ainsi qu'un des reporters les plus appréciés. Superman aida à fonder la Société de Justice et en devint un membre honoraire. Il finit par se marier avec la Lois Lane de Terre-II. Pendant leur voyage de noces, elle essaya de lui couper les cheveux, et lorsque les ciseaux se cassèrent, elle prit conscience de la véritable identité de son mari mais renouvela ses vœux matrimoniaux parce qu'elle l'aimait. Son mari devint aussi le rédacteur en chef du Daily Planet.

### L'âge d'argent
Alors que les comics de super-héros perdent leurs lecteurs et cessent d'être publiés, ceux de Superman, comme ceux de Batman ou Wonder Woman continuent à être distribués.
Dans les années 1950 le directeur de la publication des comics mettant en scène Superman, Mort Weisinger, demande au scénariste Otto Binder, qui dans les années 1940 écrivait les histoires de Captain Marvel, le plus important concurrent de Superman, pour Fawcett Comics de devenir le scénariste principal de l'homme d'acier. Binder, passionné par la science-fiction développe cet aspect dans les aventures de Superman. Binder et les artistes qui travaillent avec lui introduisent dans l'univers du héros plusieurs éléments qui deviennent réguliers comme la forteresse de la solitude, la kryptonite rouge mais aussi des super-vilains comme Brainiac ou l'idée d'aventures imaginaires. Par ailleurs, Weisinger est le premier à ajouter aux comics une page dédiée au courrier des lecteurs et à demander à ceux-ci ce qu'ils voudraient voir dans les pages du comics. C'est ainsi qu'il répond à plusieurs propositions de lectrices de voir un équivalent féminin de Superman en créant Supergirl. C'est Otto Binder, le créateur du personnage de Mary Marvel, version féminine de Captain Marvel, qui scénarise l'arrivée de la cousine de Superman dans Action Comics 252 daté de mai 1959.
À partir de 1956, commence une nouvelle période, celle de l'âge d'argent des comics. Pour les super-héros comme Superman, leurs aventures se suivent et rien ne marque le passage d'une époque à l'autre. Cependant, les critiques qui se sont penchés sur les comics ont établi que l'âge d'argent pour Superman commençait en juin 1958 avec l'aventure intitulée The Super-Key to Fort Superman.

### Superboy
Terre-I a été créée au début des années 1960, et était censée être le monde dans lequel les histoires de Superman de l'Âge d'Argent (et en tant que Superboy) sont censées s'être déroulées. C'est donc un Superman plus jeune qui y vit, dont le nom kryptonien est Kal-El.
Superboy était à l’origine simplement Kal-El enfant et était essentiellement traité comme une version junior de Superman. En effet, Superboy portait le costume de Superman et son alter ego Clark Kent portait des lunettes comme déguisement pour son identité civile. Le personnage fut créé sans la permission des créateurs de Superman, Jerry Siegel et Joe Shuster, ce qui contribua à approfondir un fossé déjà grandissant entre eux et l’éditeur, DC Comics[réf. nécessaire].
Superboy, apparu pour la première fois dans More Fun Comics #101 (1944), déménagea ensuite dans Adventure Comics. En 1949, Superboy eut droit à son propre comic-book. C’est à ce moment que les personnages secondaires se développèrent autour du héros. Les seuls personnages majeurs à apparaître durant les premières années étaient Jonathan et Martha (ou « Ma et Pa ») Kent. À partir de Superboy #2, les aventures de Superboy se déroulèrent à Smallville, États-Unis. Certains des ennemis de Superman, comme les vilains de la Zone Fantôme, firent leurs premières apparitions dans les histoires de Superboy, et d’autres (comme Mr Mxyztplk) apparurent dans des versions plus jeunes.

### Crisis on Infinite Earths
Pendant Crisis on Infinite Earths, toutes les réalités parallèles de l'univers DC ont fusionné en une seule. Certains héros se retrouvèrent désormais sans passé, tandis que celui de certains de leurs collègues se trouvait modifié. Terre-II disparut donc, et avec elle tout ce à quoi tenait Kal-L.
Après la bataille finale contre l'Anti-Monitor, Alexander Luthor Jr, le seul survivant de Terre-III, révéla à Kal-L que sa femme était vivante, et les transporta avec Superboy-Prime dans une dimension paradisiaque dans laquelle Kal-L était censé rester pour l’éternité. Cependant il fut révélé en 1999 dans la minisérie The Kingdom que Superman ne voyait plus sa dimension comme un paradis mais comme une prison. Il finit par trouver une sortie qui ne causerait pas la destruction de l'Univers DC. Mais il décida de rester encore dans la dimension paradisiaque pour un certain temps.
Dans Infinite Crisis Secret Files 2006, on montre Kal-L était initialement content dans le « paradis » juste avant la dépression de Lois par l'absence de Power Girl. Voyant cela, Kal-L construit une réplique du Daily Star croyant que cela lui donnerait plus d'énergie. Croyant que le « paradis » dévorait leurs consciences, Alex Luthor (plus froid et distant que jamais car il n'avait jamais eu une enfance et par le fait qu’il était condamné à un exil éternel après avoir sauvé l'Univers) profita de l'attention de Superman pour Lois pour convaincre un Superboy-Prime frustré de sortir de la dimension en rompant la barrière de la réalité, commençant la chaîne des évènements qui vont culminer à Infinite Crisis. L'altération de la réalité par Superboy-Prime affecta très gravement la santé de Lois.

### Man of Steel

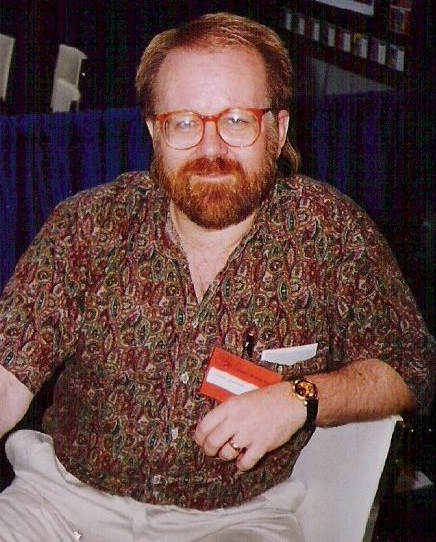
John Byrne

En 1986, après la publication de la minisérie Crisis on Infinite Earths, de Marv Wolfman (scénariste) et George Pérez (dessinateur), l'éditeur DC décide de remettre Superman au goût du jour. Pour ce faire, ils embauchent John Byrne, auteur complet célèbre pour ses prestations sur X-Men et Fantastic Four. Dans la minisérie Man of Steel, Byrne redéfinit Superman (qui n'a jamais été Superboy et dont les pouvoirs sont plus limités), mais aussi ses ennemis (Lex Luthor, qui n'est plus un savant fou mais un magnat de la finance, Bizarro…) et ses amis (Lois Lane, Perry White, Jimmy Olsen…). Ensuite, Byrne dessine conjointement la nouvelle série Superman, ainsi que Action Comics, série qui présentera, tous les mois, Superman associé à un autre personnage de l'univers DC.
Ce nouveau départ permit de remettre à plat la genèse du personnage et de renverser le couple Superman-Clark Kent : à partir de cette série, c'est bien Superman qui est l'identité secrète de Clark Kent, ce qui permit de développer de nombreux aspects de l'« humanité » de Superman, dont ses relations sentimentales avec Lois Lane (voir séries télévisées ci-dessous).

### Kal-El (version originale)
Dans la version originale de son histoire, Superman est né sur la planète Krypton sous le nom de « Kal-El ». Encore bébé, il fut enroulé dans une cape et placé dans un vaisseau spatial par son père, le scientifique Jor-El, et sa mère, Lara, car la planète était sous la menace d'une destruction totale.
Le vaisseau Moose II quitta Krypton juste avant l'explosion fatidique… Au terme d'un très long voyage, il atterrit sur la planète Terre. Kal-El est trouvé par un fermier au grand cœur et sa femme à Smallville (Kansas). Jonathan et Martha Kent, qui n'ont pas d'enfant, décident alors de l'adopter et de garder le secret sur ses origines.
Kal-El est rebaptisé « Clark Joseph Kent » et grandit entouré de ses amis Lana Lang (son premier amour) et Pete Ross. Une fois adolescent, Clark s'interroge sur son adoption et ses pouvoirs apparents. Les Kent décident alors de lui révéler le secret de ses origines. Il apprend donc à maitriser ses pouvoirs et à vivre dans le secret malgré lui.
Après la mort de Jonathan Kent et quelques années d'études, Clark reçoit un « appel » le poussant finalement à créer sa Forteresse de Solitude en Arctique. En plusieurs mois, il apprend les moindres détails sur son départ de Krypton, développe ses capacités physiques et accepte la mission que lui a confiée son père, Jor-El : « Guider les humains ».
Jeune adulte, Kal-El décide alors d’œuvrer pour les humains à visage découvert afin de ne plus jamais avoir à se cacher. Martha lui confectionne un uniforme dans lequel il pourrait être reconnu de tous. Il tient à y intégrer la cape de son père biologique et l'emblème de la dynastie « El » sur son torse. Les humains l'appelleront par la suite, Superman, à cause de la forme de cet emblème qui rappelle un « S ».
En parallèle, dans le but de ne pas attirer les regards sur lui, Clark décide de cacher son identité de super-héros derrière un statut de reporter très peu charismatique à l'allure naïve, symbolisé par une paire de lunettes. Il décide alors de s'installer à Metropolis pour postuler dans un grand quotidien national. Il est engagé par Perry White, le rédacteur en chef du Daily Planet. Il y travaille avec le jeune photographe Jimmy Olsen et avec la principale reporter du journal, Lois Lane. Celle-ci s'éprendra du lumineux Superman mais dédaignera son partenaire et néanmoins ami, Clark.
Le jour de son arrivée à Metropolis, Clark utilise ses pouvoirs pour éviter une catastrophe. Dès lors, sous la forme de Superman, il sauve des vies, combat les méchants… Pour changer de costume, le comics montre Clark entrant dans une cabine téléphonique ; plus tard, il se sert d'une petite salle de stockage du journal.
Kal-El est un des piliers de la Ligue de justice d'Amérique ainsi qu'un des super-héros les plus appréciés.
Superman est mort dans Superman (vol. 2) #75, en 1993 ; l'évènement éditorial est très médiatisé. L'adversaire de Superman est Doomsday, une créature de destruction ultra-puissante qui s'est engagée dans un saccage apparemment sans fin des États-Unis.
Superman est ensuite ressuscité, à l'occasion d'une grande saga qui voit apparaître la version actuelle de Superboy.
Superman connait diverses apparences, adoptant un temps les cheveux longs, puis un costume bleu, correspondant à une modification de ses pouvoirs, avant de revenir à une version plus classique et finit par se marier avec Lois (cette dernière ayant appris son secret).
En 2003, le scénariste Jeph Loeb réunit « l'Homme d'Acier » avec son collègue de Gotham City dans Superman/Batman : Au service du monde, série qui commence quand les deux héros sont confrontés à Lex Luthor, élu président des États-Unis, qui a décidé de les éliminer une fois pour toutes en jetant le discrédit sur eux, et en envoyant à leurs trousses d'autres super-héros. La série se poursuit depuis avec un nouveau dessinateur par arc, explorant la solidarité entre les deux héros, mais aussi leurs différences, notamment à l'occasion de l'arrivée d'une nouvelle Supergirl.
En 2004, Clark Kent est rétrogradé au sein du Daily Planet et est désormais chargé des affaires criminelles et de la liaison avec la S.C.U.
Superman continue d'être le héros de plusieurs séries de comics qui coexistent simultanément : Action Comics, Superman, Adventures of Superman. Chacune a ses propres intrigues et sa propre ligne éditoriale, explorant une facette particulière du héros. Celles-ci peuvent se croiser à la fois sous forme de suite (exemple : la campagne électorale de Lex Luthor dans les numéros de l'année 2000), mais elles ont tendance à fonctionner indépendamment, bien qu'elles fassent partie de la même continuité.
John Byrne est revenu en 2005 sur Superman, prenant en charge les dessins d'Action Comics.
Depuis 2011, toutes les séries publiées par DC ont recommencé leur numérotation au numéro 1 car après les évènements de Flashpoint, l'univers DC a été entièrement recréé. Action Comics présentent les exploits d'un jeune Superman alors que Superman se passe cinq ans plus tard.

### All-Star
En 2005, dans le cadre du label All-Star de DC, Grant Morrison et Frank Quitely lancent All-Star Superman, une série censée raconter des aventures « iconiques » de Superman, basées sur les éléments du personnage que tout le monde connaît et dégagées de toute continuité. « Pour ce faire, la série s’habille de toutes sortes de références aux époques que le héros a traversées, de l’idéal du Golden Age au merveilleux SF du Silver Age, tout en faisant émerger des réflexions plus profondes, dans l’esprit de la production contemporaine. » La perspective de la mort de Superman permet en effet aux auteurs de faire référence aux nombreuses aventures du héros, vieux alors de presque 70 ans, tant sur le plan de la continuité officielle que sur des épisodes plus anecdotiques ayant trait aux personnages secondaires.

## Principales histoires dans le cadre des séries régulières
- La Mort de Superman, suivi de Un monde sans Superman et Le Retour de Superman (1992-1993)[24].

DC Comics a annoncé lors de la Journée du Coming Out nationale, lundi 11 octobre, que le nouveau Superman est bisexuel et commencera une relation avec un homme dans le prochain numéro de "Superman: Son of Kal-El".

### Mini-séries et séries dérivées
- Kingdom Come, mini-série de Mark Waid et Alex Ross, se déroulant dans le futur où un Superman qui s'est retiré doit revenir pour faire face à une nouvelle génération de héros belliqueux.
- Superman: Red Son (2003) : et si la capsule du Kal-El d'avant Crisis était tombée en URSS ? Cette uchronie à l'intérieur de l'univers Superman permet de conclure de manière ironique sur les liens entre Lex Luthor et Superman.
- Superman: Birthright (2003-2004) : raconte les premières années de reporter de Clark Kent, puis son arrivée à Metropolis face à son ancien ami Lex Luthor qui veut profiter de la technologie de Krypton. Cette série a été lancée grâce au succès de Smallville, et constitue la quatrième origine du personnage de Superman (après celles de 1938, 1944 et de 1986). Publiée en France par Semic dans la revue homonyme, puis dans la revue mensuelle Superman de Panini et en librairie par Urban Comics.
- Superman: Secret Identity (Identité secrète en VF), mini-série qui raconte sous la plume de Kurt Busiek et le pinceau de Stuart Immonen l'histoire d'un jeune homme baptisé Clark Kent qui se découvre les pouvoirs de Superman. Publiée en France par Semic en librairies, puis continuée par Panini.
- Superman: End of Century (Fin de siècle en VF) one-shot scénarisé et peint par Stuart Immonen, une aventure de Superman confronté aux histoires de famille et de magie de Lex Luthor et son ex-femme, alors que les festivités du nouveau millénaire approchent. Publiée en France par Semic en librairies.

## Pouvoirs, capacités et costumes

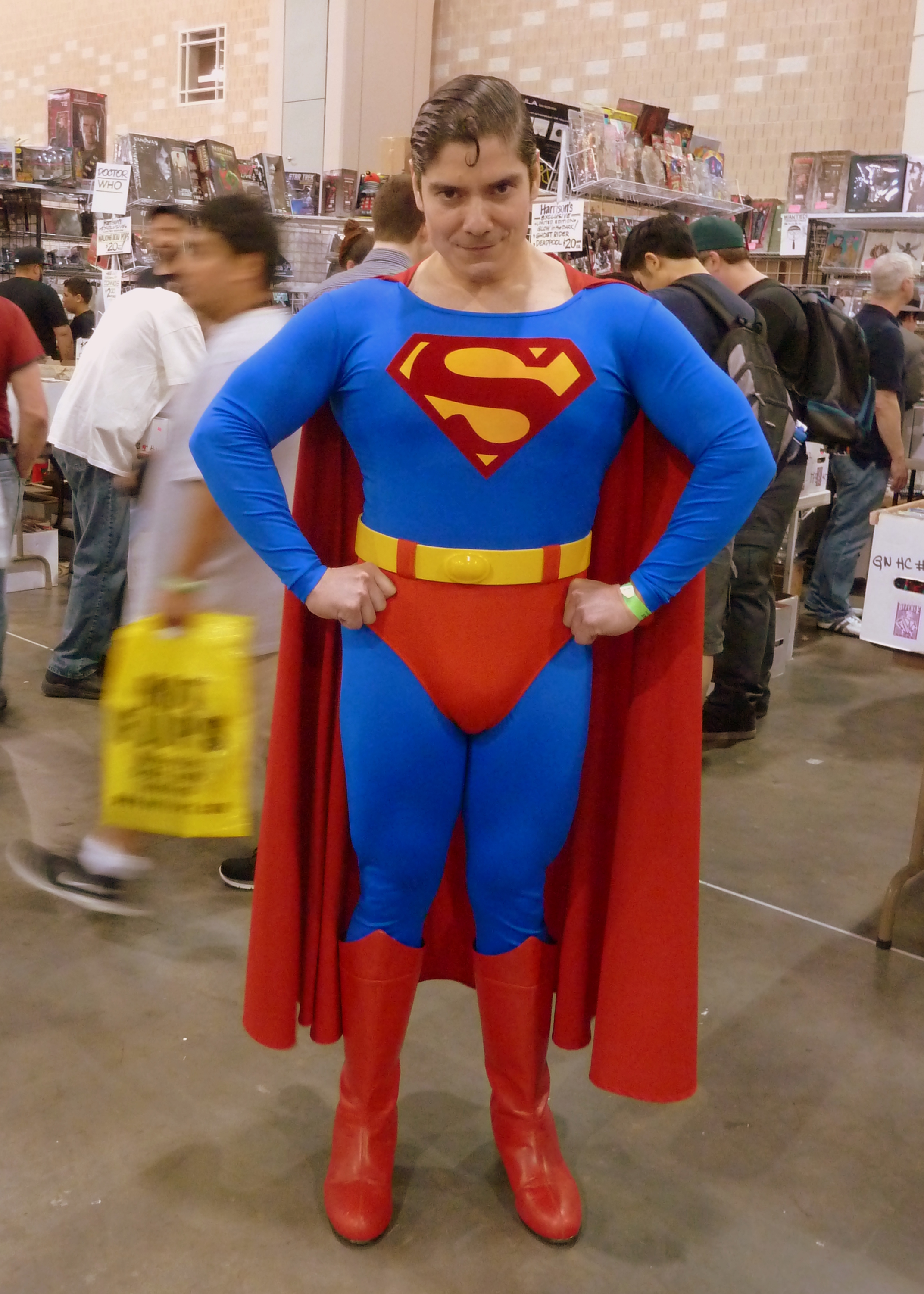
Cosplay de Superman.

Superman est aussi appelé « l'homme d'acier » (The Man of Steel) et « l'homme de demain » (The Man of Tomorrow). « L'homme de fer » est aussi employé parfois dans certains textes VF, mais il s'agit d'une erreur de traduction parce que ce nom désigne un autre héros de comics (il s'agirait alors d'Iron Man, littéralement « homme de fer », un super-héros Marvel sans rapport avec Superman).

### Pouvoirs
Une partie des pouvoirs de Superman lui sont conférés par le Soleil jaune de la Terre dont il absorbe les radiations, ce qui lui donne par exemple une super-vision ou encore une super-ouïe, et aussi par le fait que sa constitution est adaptée à la gravité de Krypton, très supérieure à celle de la Terre, ce qui lui permet de voler. Tout Kryptonien exposé à notre Soleil peut acquérir les mêmes pouvoirs (Superman en a combattu).
Les pouvoirs de Superman ont considérablement varié depuis sa création en 1938, époque à laquelle il était beaucoup moins puissant que la plupart de ses versions ultérieures. Il possédait seulement super-force, invulnérabilité (endurance) et super-vitesse à un degré relativement limité ; il ne volait pas mais faisait de très grands bonds entre des blocs d'immeubles. Tous ses autres super-pouvoirs étaient alors inconnus et il tirait sa force uniquement de la différence de gravitation entre la Terre et Krypton, et non pas du Soleil jaune. L'étendue et l'intensité des pouvoirs de Superman ne sont pas clairement définies et peuvent varier considérablement selon les besoins de l'histoire, même si ses pouvoirs de base (vol, super-force, super-vitesse, invulnérabilité, super-souffle, diverses visions (thermique, rayon X, micro/télescopique, super-ouïe) restent globalement les mêmes ; d'autres pouvoirs n'apparaissent qu'occasionnellement et ne sont pas unanimement considérés comme faisant partie des pouvoirs de Superman.
Superman est actuellement doté :
- d'une super-force qui le rend capable d'exploits physiques divers, jusqu'à déplacer des planètes dans certaines intrigues. Sa force physique n'a pas de limites bien définies et reste très variable selon les intrigues : on peut le voir grimacer sous l'effort en arrêtant un train mais aussi détourner un gros astéroïde en quelques secondes sans montrer le moindre signe de fatigue ;
- d'une super-vitesse qui lui permet de se déplacer, de courir, de réagir, de réfléchir, de nager, de voler et faire un tas d'autres tâches à des vitesses extraordinaires. Son hyper-activité cérébrale lui permet de traiter les informations sensorielles si rapidement qu'il voit le monde tourner au ralenti lorsqu'il utilise sa super-vitesse, pratique pour attraper ou esquiver les balles. On évalue que Superman peut au sol excéder la vitesse du son et dans les airs atteindre voire dépasser la vitesse de la lumière. Sa vitesse reste néanmoins inférieure à celle de Flash ;
- d'une super-endurance grâce à laquelle il peut se déplacer ou voler pendant une longue période sans jamais être épuisé. Il n'a pas besoin de manger, ni de boire, ni de dormir, il peut rester indéfiniment sous l'eau ou dans les airs. En raison de sa capacité pulmonaire presque infinie, il peut garder son souffle très longtemps sans jamais avoir besoin de s'arrêter (dans certaines histoires il a besoin de réserves d'oxygène pour aller dans l'espace) ;
- d'une super-résistance proche de l'invulnérabilité due à sa structure moléculaire extrêmement dense, qui rend sa peau quasi-impénétrable, et à une aura bio-électrique indestructible de 3 mm d'épaisseur qui le protège, ainsi que tout ce qui l'entoure comme son costume, des balles, des météorites ou des autres types de forces extrêmes. La résistance physique de Superman est très grande mais ses limites sont floues : elle varie beaucoup selon les histoires ;
- d'une super-vision qui inclut :
  - une vision télescopique qui lui permet de zoomer sur une chose ou un objet lointain en particulier. Ainsi, il est capable de voir à des milliers de kilomètres avec une grande précision,
  - une vision microscopique qui lui donne la capacité de zoomer sur des choses, des objets extrêmement infimes en dessous du niveau atomique invisibles à l'œil humain et détecter les plus petits indices avec une bonne netteté,
  - une vision à rayons X lui donnant la capacité de voir à travers les objets solides, les corps et n'importe quoi d'autre excepté le plomb dont il peut y ajuster la profondeur. Il peut combiner sa vision à rayons X avec sa vision télescopique ou microscopique. Cette capacité nécessite beaucoup de concentration,
  - une vision thermique qui lui permet d'atomiser, de brûler ou de chauffer une cible avec ses yeux. Il peut contrôler avec une extrême précision la longueur, la largeur et l'intensité de ses rayons ;
- d'une super-ouïe lui procurant des oreilles ultrasensibles grâce auxquelles il entend plusieurs conversations simultanément dans un rayon de plusieurs centaines de milliers de kilomètres de distance avec précision, et peut repérer les bruits les moins distinguables. Il peut se concentrer sur des sons spécifiques tels qu'une alerte à la bombe. Il entend même les fréquences sonores auxquelles les humains sont insensibles. Il est aussi capable d'entendre des bruits sur d'autres planètes séparées de la Terre de plusieurs millions de kilomètres[29] ;
- d'un super-odorat grâce auquel il peut sentir les moindres parfums ou odeurs que les êtres humains normaux ne peuvent normalement sentir à une plus grande distance ; il peut par exemple savoir s'il y a une bombe sur le point d'exploser. Son odorat est comparable à celui de certains animaux ayant un meilleur odorat que les humains, comme les chiens ;
- d'un super-souffle lui permettant d'inhaler ou d'exhaler de très importantes quantités de gaz avec une puissance dévastatrice dépassant celle de la pire des tornades, pouvant éteindre un incendie ou déplacer des personnes et même de lourds objets comme des voitures. Il peut également souffler ou aspirer du gaz dans les environnements désoxygénés ;
  - d'un souffle réfrigérant lui permettant de congeler des cibles ou des personnes à des températures très froides et à transformer de l'eau en glace ;
- d'une super-mémoire lui permettant de se souvenir de tout ce qui lui est arrivé au cours de sa vie et ce même lorsqu'il était enfant avec précision et dans les moindres détails. Il se souvient de tout ce qu'il a vu, entendu et lu dans sa vie. Cela lui permet également de parler toutes les langues avec une aisance déconcertante, de les reconnaître, et d'assimiler très vite celles qu'il ne connaît pas, même les langues mortes ;
- d'une super-intelligence lui permettant de posséder un quotient intellectuel bien au-delà du génie. Cela lui permet de réaliser et de faire des opérations ultra-complexes simultanément et d'exécuter beaucoup de tâches à la fois ;
- d'une super-agilité ou super-dextérité grâce à laquelle il est beaucoup plus agile et mobile avec tout ce qu'il peut faire, que ce soit faire du vélo, jouer au football ou au basket, courir à des vitesses extraordinaires ou lancer des objets. Ceci améliore par conséquent ses réflexes et son temps de réaction. Il peut exécuter des mouvements ou des actions consécutives, précises et avec exactitude. Il peut faire des sauts ou des bonds beaucoup plus loin et beaucoup plus précis ;
- d'un facteur de guérison qui lui donne la capacité de guérir ou de régénérer ses blessures, dégâts physiques, maladies ou plaies les plus graves très rapidement de façon presque instantanée bien qu'il soit physiquement quasi invulnérable ;
- d'une longévité due à son facteur de guérison. Ses cellules se régénèrent à l’infini, donc il ne vieillit pas.
- de la capacité de voler lui permettant de défier les lois de la gravité et de pouvoir ainsi léviter, planer ou encore voler à sa guise.

À l'origine Superman ne vole pas. Mais dans les années 50, lorsque le premier dessin animé Superman est créé à la télévision américaine, les dessinateurs ont du mal à animer le personnage lorsqu'il bondit. Ils demandent alors l'autorisation à l'éditeur de Superman, DC Comics, de lui ajouter un nouveau super-pouvoir : la possibilité de voler. Comme le super-héros est immobile lorsqu'il vole, c'est autant d'efforts en moins pour les auteurs du dessin animé… Avec le temps, ce pouvoir bien pratique va permettre d'envoyer le super-héros à l'autre bout du monde et de la galaxie quasi-instantanément.
À l'origine, Superman avait le pouvoir de contrôler ses muscles faciaux et prendre les traits d'un autre.
Superman est aussi un bon combattant au corps à corps, entraîné par Wildcat, Mongul, Wonder Woman et Batman et maîtrisant deux arts martiaux kryptoniens.

### Points faibles
Le principal point faible de Superman est la kryptonite, fragment radioactif de la planète Krypton arrivé avec lui sur Terre. Elle existe en différentes couleurs. Les deux plus courantes sont la verte, la plus commune, qui affaiblit Superman et la rouge qui a des effets variables à chaque fois pouvant parfois être loufoques (ainsi sa barbe peut se mettre à pousser d'une façon irraisonnée). Les autres types de kryptonite sont la blanche, la bleue, la noire, la dorée, la cristal, la kryptonite-joyau, l'X-Kryptonite, l'anti-kryptonite, la kryptonite rose. Le plomb protège Superman des effets de la kryptonite.
- Superman est également vulnérable à la magie[31], mais pas plus qu'un homme ordinaire.

- Il perd ses super-pouvoirs lorsqu'il est sous les radiations d'un soleil rouge[32], de même lorsqu'il reste trop longtemps coupé de la source de ses pouvoirs, le Soleil jaune[33]. Il devient alors aussi vulnérable qu'un homme ordinaire.

- Lorsque de fortes éruptions du soleil jaune terrien arrivent, les pouvoirs de Superman deviennent aussi incontrôlables que sous l'effet de la kryptonite rouge.
- Il ne peut pas résister à des décharges électriques à haute tension : si elles tuaient un humain, elles lui feraient perdre connaissance. Les faibles décharges ne lui font rien.

- Superman est également perturbé et vulnérable le jour de son anniversaire kryptonien[34]. La fête célébrée à l'origine toutes les six années kryptoniennes se traduit chez lui par des dépressions et une perte de contrôle de ses pouvoirs.

- D'autres êtres d’origine kryptonienne (ou apparentés) sont capables de le blesser, voire de le tuer, car ils possèdent des pouvoirs comparables sous l'effet d'un soleil jaune. On peut ainsi citer entre autres : les Kryptoniens au sens strict, c'est-à-dire les individus de la même espèce que Superman (comme le Général Zod) ; d'autres créatures originaires de Krypton (comme Doomsday) ; ou divers êtres créés artificiellement à partir de matériel génétique kryptonien, souvent celui de Superman (comme Bizarro, ou bien l'Homme Nucléaire de Superman 4).

### Costumes
Le costume de Superman est caractéristique : un justaucorps rouge, bleu et jaune, des bottes moulantes, une ceinture, une cape et sur le torse, un «S» rouge sur fond jaune, entouré d'un pentagone adamantin rouge,,. Ce logo, à lui seul, évoque le personnage.
Le costume est tissé par la mère de Clark, Martha Kent. Le symbole sur le torse de Superman forme un S, mais dans l'histoire, il est censé être un symbole kryptonien de la maison des El mais aussi signifiant « espoir ». Ce symbole a habituellement un fond jaune, mais il a quelquefois été remplacé par un fond noir quand Superman portait le deuil. Superman a aussi une cinquantaine de costumes qui ont chacun leur propre spécificité.

## Entourage

### Famille et amis

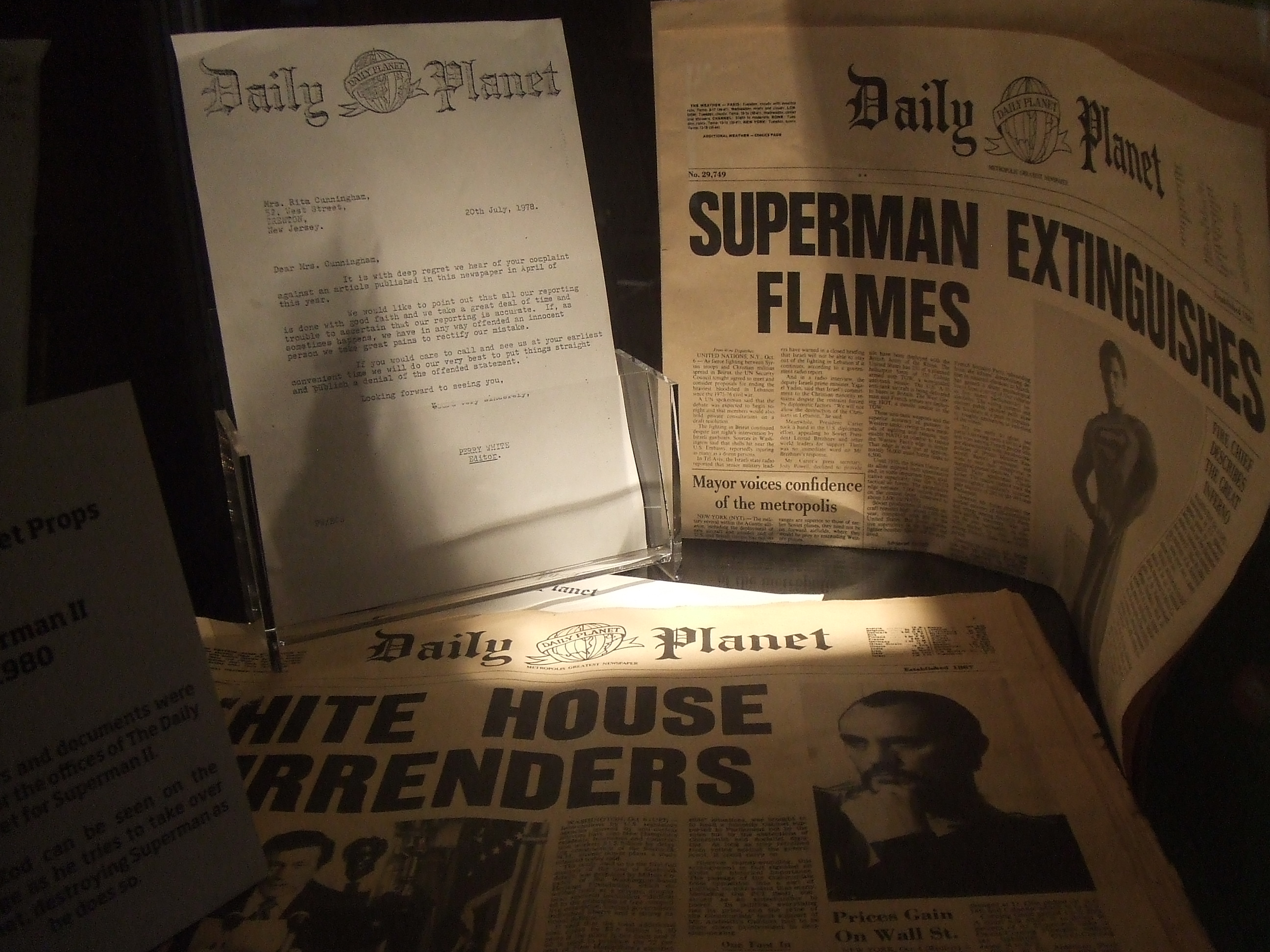
Clark Kent alias Superman est un employé du journal Daily Planet

Ses parents adoptifs, Jonathan et Martha Kent, apparaissent pour la première fois dans le premier numéro de Action Comics, créé par Jerry Siegel et Joe Shuster. C'est Martha Kent qui conçoit le costume de Superman. Ses parents sont présents dans de nombreux comics de Superman. Ils apparaissent également dans de nombreuses adaptations cinématographiques et télévisées.
Kal-El a une cousine, Kara Zor-El, alias Supergirl qui est également envoyée sur Terre. Alors que Clark Kent est adulte, un autre enfant kryptonien arrive de la même manière, Superman l'adopte et le prénomme Chris Kent.
Dans sa ville terrienne natale, Superman a pour meilleur ami d'enfance Pete Ross et son premier amour est Lana Lang. La série télévisée Smallville introduit une autre amie d'enfance avec Chloe Sullivan.
Sur son lieu de travail, le Daily Planet, Clark Kent côtoie le rédacteur en chef Perry White, le photographe Jimmy Olsen, la journaliste Cat Grant et surtout sa collègue, la journaliste Lois Lane, qui devient sa femme.
Kal-El côtoie régulièrement les autres membres de la Justice League, en particulier Batman qui en dépit de conflits parfois très violents devient l'un de ses meilleurs alliés et amis.
Le 11 et 12 octobre 2021, DC Comics annonce que le fils de Superman, nommé Jon Lane Kent, assumera sa bisexualité en tombant amoureux d'un homme. Dans cette nouvelle série de Superman intitulée « Fils de Kal-El », Jon Kent est un super-héros aux préoccupations différentes de celles de son père car il est très impliqué contre les injustices sociales, le dérèglement climatique ou la crise des réfugiés, l'éditeur souhaitant s'adapter à l'évolution des sociétés et des mœurs.

### Super-animaux
Durant la période où Mort Weisinger est éditeur en chef de DC Comics, les animaux sont plus que de simples animaux de compagnie, ce sont des héros. Les auteurs s'inspirent de la conquête spatiale où des animaux comme la chienne Laïka et les chimpanzés Ham, puis Enos sont envoyés dans l'espace avant les êtres humains. Dans les comics, Jor-El effectue des tests sur des animaux pour la fusée qui doit conduire son fils sur Terre.
Krypto le super-chien apparaît dans l'histoire The Super-Dog from Krypton le numéro 210 d'Adventure Comics de mai 1955. Durant les années soixante, En tant que faire-valoir, Krypto fait régulièrement partie des aventures de Superboy et parfois de celles de Superman. Il est le héros principal de certaines bandes dessinées ainsi que de la série animée Krypto le superchien où apparaît également Ace, le chien de Bruce Wayne / Batman.
Beppo le super-singe apparaît dans l'histoire The Super-Monkey from Krypton! dans Superboy #76 d'octobre 1959. Il arrive plusieurs années après Kal-El. Peu de comics lui sont consacrés.

## Analyses
Superman est depuis sa création le personnage de comics le plus vendu
Superman est devenu emblème culturel américain,,, et De nombreuses études portent sur lui, son impact et son rôle symboliques aux États-Unis et dans le reste du monde. Umberto Eco, par exemple, examine les qualités mythologiques du personnage.

## Adaptations à d'autres médias

### Pièce radiophonique

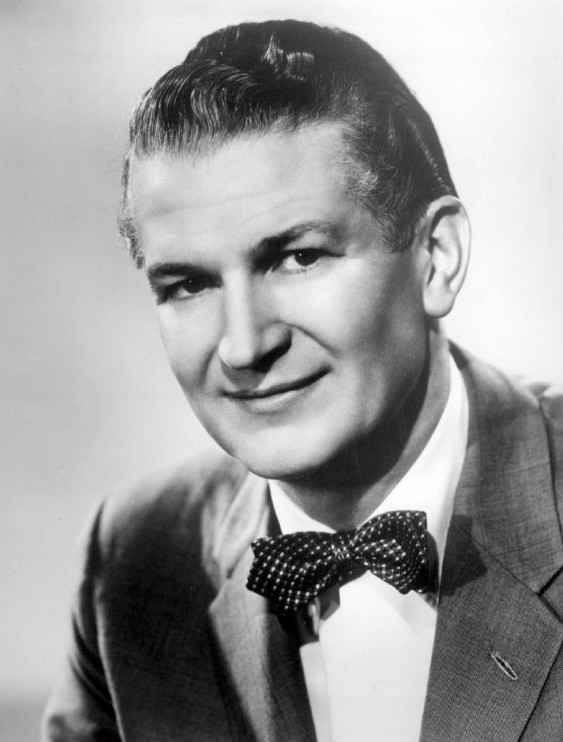
Bud Collyer, interprète de Superman dans une série radiophonique.

En 1940 Superman devient le héros d'une série radiophonique interprétée par Bud Collyer dans le rôle principal. Cette série est diffusée jusqu'en 1951.

### Roman
En 1942, Les aventures de Superman sont adaptées sous la forme d'un roman intitulé The Adventures of Superman (novel) (en) écrit par George Lowther et illustré par Joe Shuster et son studio.

### Comédie musicale
En 1966, Superman est le héros d'une comédie musicale intitulée It's a Bird... It's a Plane... It's Superman (litt. C'est un oiseau, c'est un avion, c'est Superman) écrite et composée par Lee Adams et Charles Strouse avec une mise en scène de Harold Prince. Il s'agit de la première comédie musicale mettant en scène un super-héros.

### Cinéma
Serials
- 1948 : Superman, serial en 15 épisodes réalisé par Spencer Gordon Bennett et Thomas Car, interprété par Kirk Alyn et Noel Neill[R 1].
- 1950 : Atom Man vs. Superman, serial en quinze parties interprété par Kirk Alyn, Noel Neill et Lyle Talbot[R 2]. Mason Alan Dinehart est Clark enfant, et Ralph Hodges est son incarnation adolescente.

Film (1951)
- 1951 : Superman et les Nains de l'enfer (Superman and the Mole Men), film interprété par George Reeves et Phyllis Coates[R 3]. Jeffrey Silver incarne la version ado.

Tétralogie (1978-1987)
Christopher Reeve y incarne le personnage de Superman à quatre reprises :
- Superman (1978) ; On peut aussi voir Lee Quigley qui joue Clark enfant, Aaron Smolinski un peu plus vieux, et Jeff East (voix faite par Christopher Reeve) pour la version adolescente.
- Superman 2 (1980) ;
- Superman 3 (1983) ;
- Superman 4 (1987).
- Superman 2: The Richard Donner Cut (2006, sorti directement en vidéo) ; étant impossible d'effectuer des reshoots, il est utilisé des ‘cut’ d’origine et même des screen tests entre Christopher Reeve et Margot Kidder (tournés avec Richard Donner avant de se faire évincer) pour compléter le montage avec des séquences issues de la version de Richard Lester (Superman 2 de 1980). On note le retour de Marlon Brando.

Projet abandonné
- Superman Lives, un projet datant de 1997 qui aurait été réalisé par Tim Burton et dont le rôle principal aurait été tenu par Nicolas Cage[R 4].

Reboot (2006)
- Superman Returns (2006), suite de Superman 2. Brandon Routh incarne à son tour le personnage de Superman[R 5]. Stephan Bender a incarné la version adolescente.

Univers cinématographique DC (2013-2023)
- Man of Steel est sorti le 14 juin 2013 aux États-Unis et le 19 juin 2013 en France avec l'acteur anglais Henry Cavill dans le rôle-titre. Le film est réalisé par Zack Snyder (Watchmen : Les Gardiens, 300, Sucker Punch) et produit par Christopher Nolan (trilogie The Dark Knight). Ce film, annoncé par DC Comics dès 2010, est un renouveau total de la franchise et devait être le premier d'une trilogie[réf. nécessaire]. Il y a aussi d'autres versions du personnage incarné par Cooper Timberline (9 ans) et Dylan Sprayberry (13 ans).

- Batman v Superman : L'Aube de la justice, initialement prévu pour 2015, est sorti le 25 mars 2016 aux États-Unis (le 23 mars 2016 en France). Il met de nouveau en scène Henry Cavill dans le rôle-titre. Cette fois-ci il est confronté à Batman qui est interprété par Ben Affleck. Ce second opus de l'homme d'acier pose les premières pierres de La Ligue des Justiciers.
- Justice League sorti en 2017. Il met de nouveau en scène Henry Cavill dans le rôle-titre.

- Zack Snyder's Justice League sorti en 2021. Il met de nouveau en scène Henry Cavill dans le rôle-titre.
- Black Adam sorti en 2022. Henry Cavill fait un caméo dans le film.
- Pour le film The Flash, sorti en 2023, apparaissent plusieurs Superman : Nicolas Cage, Christopher Reeve, Henry Cavill et George Reeves.

DC Universe (2025-)
Un nouvel univers cinématographique débute ensuite en 2025. Le premier chapitre, Chapter 1 - Gods and Monsters, débutera avec Superman écrit et réalisé par James Gunn et prévu en 2025.
- Superman de James Gunn, incarné par David Corenswet

Film documentaire
- Look, Up in the Sky: The Amazing Story of Superman (2006)

### Films et séries télévisées d'animations

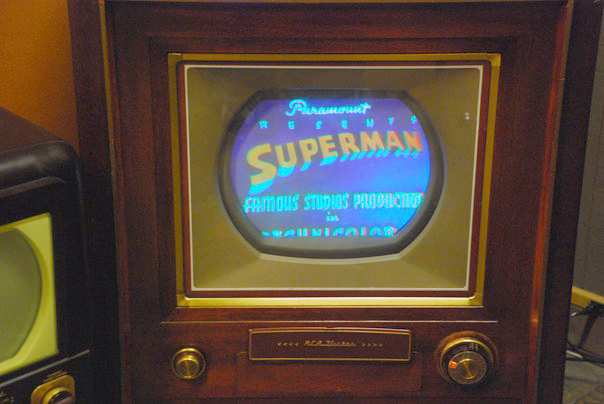
Une RCA CT-100, la première télévision couleur commercialisé vendu à 4400 exemplaires à partir d'avril 1954, avec le générique d'un dessin animé Superman.

- De 1941 à 1942, Superman est le héros d'une série de courts-métrages d'animation réalisée par les Studios Fleischer, et projetés en avant-programme dans les cinémas aux États-Unis[48]. Ces films contribuaient parfois à la propagande liée à la Seconde Guerre mondiale. Il y combat l'ennemi japonais, mais aussi des savants fous à Metropolis.
- De 1973 à 1986 Superman fait partie de la série télévisée d'animation Le Plein de super produite par Hanna-Barbera et diffusée par le réseau américain ABC.
- De 1966 à 1970, The New Adventures of Superman est une série animée produite par Filmation.
- En 1988 sort un dessin animé en 13 épisodes simplement appelé Superman[49].
- À partir de 1996, Superman apparaît dans des dessins animés du DC Animated Universe en tant que seul héros (dans Superman, l'Ange de Metropolis, Superman : L'Homme de demain) ou aux côtés d'autres super-héros de l'éditeur DC (dans La Ligue des justiciers) tels que Batman, Green Lantern, Wonder Woman, Flash, etc.
- The Batman : il apparait a la fin de la saison 4 et devint important dans certains épisodes de la saison 5.
- Il a fait des apparitions dans Krypto le superchien.
- À partir de 2006, on le retrouve en personnage principal dans La Légende des super-héros.
- On le voit aussi dans plusieurs épisodes de Batman : L'Alliance des héros.
- Enfin en 2010, il apparaît dans le dessin animé La Ligue des justiciers : Nouvelle Génération.
- Dans un épisode de la série Private Snafu appelé Snafuperman, le héros reçoit les pouvoirs de Superman.
- Teen Titans Go!
- DC Super Friends
- Justice League Action
- Superman apparait dans la série d'animation pour adulte Harley Quinn dans laquelle l'acteur James Wolk lui prête sa voix.
- DC Super Hero Girls (série télévisée)
- Injustice
- Justice Society: World War II

### Séries télévisées
- Les Aventures de Superman (1952-1958). La série télévisée des années 1950 montrait les aventures de l'homme d'acier dans un aspect proche de celui de la BD de la même époque. Le personnage principal était interprété par George Reeves.
- Dans Superboy (1988-1992), John Haymes Newton joue le rôle de Clark Kent de 1988 à 1989, puis Gerard Christopher de 1989 à 1992. Il y eut aussi Aaron Schnett qui incarne un Superman de trois ans plus vieux dans un épisode, et Ron Ely incarnait une version plus vieille d'un univers alternatif dans un épisode.
- Loïs et Clark : Les Nouvelles Aventures de Superman (1993-1997). Cette série est centrée sur la relation entre Clark Kent (Dean Cain) et Lois Lane (Teri Hatcher) à partir de l'engagement du premier au Daily Planet de Metropolis. Dans cette même série, la date du 17 mai 1966 est indiquée par le père adoptif du héros comme étant celle de l'arrivée sur Terre de superman-enfant.
- Dans Smallville (2001-2011), Tom Welling joue le rôle de Clark Kent. La jeunesse de Superman est racontée dans la série qui suscite plusieurs controverses. Elle mélange efficacement les deux origines de Superman (ainsi que la BD Superboy des années 1940) tout en y ajoutant des éléments nouveaux concernant la mythologie kryptonienne, ainsi que des personnages inédits. Des personnages tels que l'Archer Vert, Supergirl, Aquaman ou encore Impulse apparaissent dans quelques épisodes.
- Krypton (2018-2019) : Superman n'apparait pas dans la série mais elle retrace l'histoire de ses ancêtres.

- Dans les séries de l'Arrowverse :
  - Supergirl (depuis 2016) : La série, qui est centrée sur sa cousine, montre dans la première saison des apparitions furtives de Superman (incarné par une doublure, Kevin Caliber pour le pilote, puis en images de synthèse). On le voit uniquement de dos ou à contre-jour et ils ne communiquent ensemble que par messages. Dès la deuxième saison, le personnage commence à faire de véritable apparition dans la série, interprété par Tyler Hoechlin.
  - En plus de Tyler Hoechlin, Brandon Routh reprend le Superman qu'il interpréterait dans Superman Returns dans un arc inspiré de Kingdom Come pour le crossover Crisis On Infinite Earths. Tom Welling reprend également le rôle du Clark Kent de Smallville pour le crossover.
- Superman & Lois (2021-2024) : Tyler Hoechlin joue le rôle de Clark Kent/Superman et Bitsie Tulloch joue le rôle de Lois Lane. La série raconte les aventures de Clark Kent/Superman et Lois Lane dans leur vie professionnelle agitée et leur vie familiale en tant que jeunes parents.

### Jeux vidéo
Jeux Superman
- 1978 : Superman (Atari 2600)[50]
- 1985 : Superman: The Game (Acorn Electron, Amstrad CPC, Atari 400/800/XL/XE, BBC Micro, Commodore 16/Plus/4, Commodore 64, ZX Spectrum)
- 1988 : Superman: The Man of Steel (en) (Amstrad CPC, Commodore 64, Atari ST, Commodore Amiga).
- 1988 : Superman (NES)[51]
- 1988 : Superman (borne d'arcade de Taito Corporation).
- 1993 : The Man of Steel (Master System), ressortit en 2002 sur Xbox.
- 1994 : The Death and Return of Superman (Mega Drive et Super Nintendo).
- 1999 : Superman (Nintendo 64).
- 2002 : Superman: Shadow of Apokolips (PlayStation 2), ressortit en 2003 sur GameCube.
- 2003 : Superman: Countdown to Apokolips (Game Boy Advance)
- 2006 : Superman Returns, le jeu adapté du film (Xbox 360, PlayStation 2, Xbox, PlayStation Portable et Nintendo DS).
- 2006 : Superman Returns: La Forteresse de Solitude (Game Boy Advance)

Jeux avec la Ligue de justice d'Amérique
- 1995 : Justice League Task Force (Mega Drive et Super Nintendo)[52]
- 2002 : Justice League: Injustice for All (Game Boy Advance)
- 2003 : Justice League: Chronicles (Game Boy Advance)
- 2006 : Justice League Heroes, Héros de la Ligue des Justiciers (PlayStation 2, Xbox, Nintendo DS, PlayStation Portable et Game Boy Advance)

Jeux avec d'autres personnages
- 2008 : Mortal Kombat vs. DC Universe aux côtés de nombreux personnages de l'Univers DC face aux personnages de la saga de jeu vidéo Mortal Kombat
- 2011 : DC Universe Online
- 2012 : Lego Batman 2: DC Super Heroes
- 2013 : Injustice : Les dieux sont parmi nous
- 2014 : Lego Batman 3 : Au-delà de Gotham
- 2015 : Lego Dimensions
- 2017 : Injustice 2
- 2018 : Lego DC Super-Vilain
- 2021 : Fortnite Battle Royale

Jeux avec Superman comme personnage non-jouable
- 2006 : Justice League Heroes: The Flash, mettant en scène Flash qui peut appeler Superman et d'autres membres de la Ligue de justice d'Amérique pour l'aider.
- 2024 : Suicide Squad: Kill The Justice League

### Sculpture
En 2017, l'artiste français Léo Caillard crée une sculpture du buste de Superman, en résine et poudre de marbre, sur le modèle des bustes sculptés de l'Antiquité classique. Il a obtenu pour cela l'autorisation de la maison d'édition. Cette œuvre est exposée en 2019 au musée Saint-Raymond, musée des Antiques de Toulouse dans le cadre de l'exposition temporaire Age of Classics ! L'Antiquité dans la culture pop. La muséographie expose ce buste et ceux de Wonder Woman et de Captain America (créés dans la même forme) à côté de celui de Marc-Aurèle cuirassé.